# Vasilij Surikov (film)
 For alternative betydninger, se Vasilij Surikov. (Se også artikler, som begynder med Vasilij Surikov)
Vasilij Surikov (russisk: Василий Суриков) er en sovjetisk spillefilm fra 1959 af Anatolij Rybakov.

## Medvirkende
- Jevgenij Lazarev som Surikov
- Larisa Kadotjnikova som Lilja
- Leonid Gallis
- Gennadij Judin som Lunjov
- Georgij Vitsin som Repin
- Anatolij Kubatskij